# 梅季希
梅季希（羅馬化：Mytishchi）位于俄罗斯莫斯科州亚乌扎河畔，為该州第二大城，人口约16万（2002年）。

## 友好城市
- 捷克宁布尔克
- 保加利亚加布罗沃
- 白俄羅斯若基诺
- 白俄羅斯巴拉诺维奇
- 白俄羅斯鲍里索夫
- 白俄羅斯斯米拉维奇
- 立陶宛帕内韦日斯
- 波蘭普沃茨克